# وولکا کییز
وولکا کییز (انگلیسی: Volca Keys)
سنتسایزری آنالوگ از نوع سنتز تفریقی روشی برای سنتز صدا است که در آن بخش‌هایی از سیگنال صوتی (اغلب یک سیگنال غنی از هارمونیک) توسط یک فیلتر ضعیف می‌شود تا قدرت صدا را تغییر دهد.
وولکا کییز ساخته شده توسظ شرکت ژاپنی کرگ که در آپریل 2013 عرضه و مقرون به صرقه‌تربن سینتسایزر بازار بود.
کییز بخشی از خط تولید سینت سایزرهای کرگ با  سخت افزاری فشرده است.
این مدل دارای سکوینسر با 16 گام و قابلیت استفاده با باتری را داراست.

## عرضه
در زمان عرضه توانست جایگاه یک سینت سایزر آنالوگ مقرون به صرفه را پر کند که به موفقیت آن کمک کرد. به دلیل قیمت ارزان و کیفیت صداها تمجیدهای بالایی از منتقدان دریافت کرد. در مورد این موضوع، MusicTech اظهار داشت: "کرگ به مشتریان خود گوش داده و توانسته است تعادل کاملی بین قیمت و ویژگی ها ایجاد کند". اسم و رسم این دستگاه در حدی بود که به عنوان یک دستگاه در فیلم لوکی (شخصیت کمیک) از سری فیلم‌های مارول استودیوز هم ظاهر شود.